# ريناود إموند
ريناود إموند (5 ديسمبر 1991 بآرلون في بلجيكا - ) هو لاعب كرة قدم بلجيكي في مركز الهجوم. لعب مع ستاندارد لييج وفاسلاند بيفيرين ونادي فيرتون.

## روابط خارجية
- ريناود إموند على موقع قاعدة بيانات كرة القدم.إي يو (الإنجليزية)
- ريناود إموند على موقع ليكيب (الفرنسية)
- ريناود إموند على موقع Soccerway.com (الإنجليزية)
- ريناود إموند على موقع AS.com (الإسبانية)